# Андреас Шельдеруп
Андреас Редергор Шельдеруп (норв. Andreas Rædergård Schjelderup, нар. 1 червня 2004, Буде, Норвегія) — норвезький футболіст, півзахисник португальської «Бенфіки» та збірної Норвегії.

## Ігрова кар'єра

### Клубна
Андреас Шельдеруп народився у місті Буде і є вихованцем місцевого клубу «Буде-Глімт». Ще під час виступів в молодіжній команді «Глімт», зацікавленість у послугах гравця виявляли клуби вищих дивізіонів Італії, Іспанії та Нідерландів.
Та в 2020 році футболіст переїхав до Данії, де підписав контракт з клубом Суперліги «Норшелланном». У лютому 2021 року Шельдеруп дебютував у першій команді. У віці 16 років та 248 днів він став 13 - тим наймолодшим гравцем в історії Суперліги. Вже в березні футболіст забив свій перший гол у складі «Норшелланна».
У жовтні 2024 року ввійшов у список 25-ти фіналістів на звання «Golden Boy» 2024 року.

### Збірна
З 2019 року Андреас Шельдеруп виступав за юнацькі збірні Норвегії. У вересні 2021 року він дебютував у молодіжній збірній Норвегії.

## Титули і досягнення
«Бенфіка»
- Чемпіон Португалії (1): 2022-23
- Володар Суперкубка Португалії (2): 2023, 2025
- Володар Кубка португальської ліги (1): 2024-25